# Mme Monopoly
Mme Monopoly (en anglais : Ms. Monopoly) est une version du Monopoly publiée par Hasbro en 2019.

## Déroulement du jeu
Le jeu se déroule comme le Monopoly ordinaire, avec quelques modifications : les joueuses obtiennent 1 900 $ au début de la partie et les joueurs hommes 1 500 $. En passant la case départ, les joueuses reçoivent 240 $, alors que les hommes ne reçoivent que 200 $ comme dans le jeu normal,. De plus, le jeu diffère du Monopoly ordinaire en ce que les propriétés sont remplacées par des inventions créées ou auxquelles des femmes ont contribué, comme le Wi-Fi, auxquelles Hedy Lamarr et Radia Perlman ont contribué, ou encore les cookies, inventés par Ruth Graves Wakefield. Les pions, habituellement représentés par une voiture, un fer à repasser ou une chaussure, sont remplacés par un cahier, un avion d’affaires et une montre. La prison, les taxes de luxe et les cartes « chance » du jeu normal sont conservées.
Le jeu remplace M. Monopoly, la mascotte de la plupart des versions du Monopoly, par une jeune femme décrite comme sa nièce. Dans le cadre du déploiement du jeu, Hasbro a donné une subvention de 20 580 $ à chacune de trois adolescentes pour investir dans leurs propres inventions. Hasbro a fait la promotion de Mme Monopoly comme le premier jeu « où les femmes gagnent plus que les hommes ».

## Accueil
L’accueil de Mme Monopoly a été généralement négatif. Eric Thurm, auteur d’un ouvrage sur les jeux de plateau, a déclaré que le jeu a créé un « monde fantastique de surface » où les femmes réussissent simplement en raison de leur genre. Madeleine Kearns, de National Review, l’a qualifié d’ « inutilité condescendante ». Christine Sypnowich, cheffe du département de philosophie du Queens College, a déclaré qu'il était « inutile de dépeindre les femmes comme ayant besoin d'avantages spéciaux ». Jennifer Borda, professeure agrégée spécialisée en études féministes à l'Université du New Hampshire, a suggéré qu'il serait plus approprié que les joueurs masculins soient confrontées à des défis auxquels les femmes sont confrontées au travail. Mary Pilon, autrice de The Monopolists, a critiqué le jeu pour ne pas avoir reconnu Elizabeth Magie, qui a inventé The Landlord's Game, le précurseur du Monopoly.

## Crédit d'auteurs
- (en) Cet article est partiellement ou en totalité issu de l’article de Wikipédia en anglais intitulé « Ms. Monopoly » (voir la liste des auteurs).